# حمية نظام أتكينز

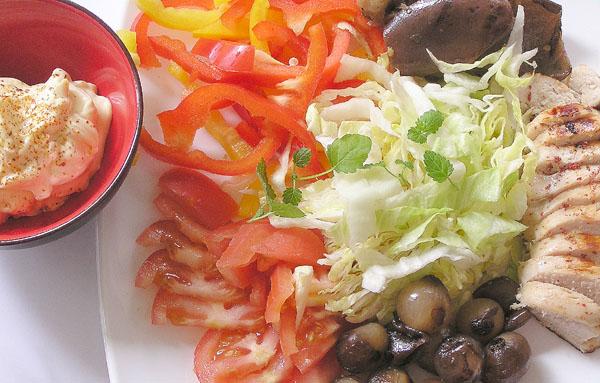

ما يمد الجسم بالطاقة هو البروتين والكربوهيدرات والدهون ، ولكن الجسم يعتمد علي الكربوهيدرات كمصدر اساسي للطاقة ويخزن الزائد من الجسم إلي دهون احتياطية عند الحاجة.
حيث تقل الكربوهيدرات في المراحل الأولي من حمية اتكينز، ستقل نسبة السكر في الدم وتقل معه نسبة الأنسولين ، حيث يركز الجسم مباشرة علي مخزن الطاقة وهو الدهون المتراكمة ويقوم بحرقها وتسمي هذه العملية ب " ketosis" ، ويقسم روبرت اتنكز حمية اتنكز الي أربعة مراحل يمكن الجسم من خلالها إنقاص وزنه.

## المراحل

### المرحلة الأولي: المقدمة أو الاستهلال
في هذه المرحلة يكون الهدف من تحويل الطاقة من الاعتماد علي حرق الدهون ، بالتقليل من الكربوهيدرات الموجودة في الأطعمة. ويتم تناول 20 جرام من الكربوهيدرات ويتم البقاء في هذه المرحلة لمدة أسبوعين ويمكن أن تزيد حسب الوزن بالكيلو الذي قام بإنقاصه في النهاية.

### المرحلة الثانية:فقدان الوزنالمستمر
في هذه المرحلة يتم زيادة نسبة الكربوهيدرات بنسبة 25جرام علي أن تكون نسبة الخضراوات من 12 : 15 من ال 25 جرام اليومية من نسبة الكربوهيدرات. وتزيد النسبة 5 جرامات أسبوعياً ، ولكن إذا حدث ثبات الوزن في هذه العملية يتم تقليل نسبة الكربوهيدرات.

### المرحلة الثالثة: ما قبل تثبيت الوزن
يتم في تلك المرحلة زيادة نسبة الكربوهيدرات أسبوعياً بنسبة 10 جرام ، بمعني أنه إذا كنت قد وصلت في مرحلة فقدان الوزن إلي 25 جرام ، فأنت بحاجة إلي تناول 4 جرام من الكربوهيدرات.

### المرحلة الرابعة: تثبيت الوزن
في هذه المرحلة ستكون عرفت الكمية المناسبة للكربوهيدرات في الجسم التي عليك اتباعها مدي حياتك ، وهذا من خلال الأطعمة التي ستحددها، في حالة عدم وصولك للوزن المثالي.

## جدول أطعمة حمية اتكنز
تشمل وجبة الإفطار في كل مراحل حمية اتكنز هي البيض المسلوق ، ويمكن أن تشير إلي جدول بالأطعمة المسموحة في كل مرحلة.

### المرحلة الاولي
تشمل الخضروات ،الأسماك والمأكولات البحرية ، اللحوم ،الطيور ، الجبن ، الزيوت والدهون.

### المشروبات
نسكافيه أو قهوة أو شاي

## أضرار حمية اتكنز
استمرار تناول الدهون بكثرة في المرحلة الاولي يسبب امراض القلب وتصلب الشرايين ،عدم تناول ألياف غذائية يؤدي إلي الإصابة بالإمساك ،التحول من استهلاك الكربوهيدرات كمصدر اساسي للطاقة إلي الدهون يسبب الشعور بالصداع والإغماء.

## الثقافة والمجتمع

### التسويق
تأسست شركة اتكنز عام 1989من أجل الترويج لمنتجات اتكنز. وقد تراجعت شعبية هذا النظام بعد وفاته مما أدي ذلك لانخفاض الطلب علي منتجات اتكنز وتكبدها لخسائر قدرت ب340 مليون دولار، وفي عام 2007 تم شراؤها من قبل مجموعة من الشركاء ، كما أنها أصبحت تقدم وجبات خفيفة منخفضة الكربوهيدرات ، وفي عام 2010 قامت مجموعة روك كابيتال بالاستحواذ علي الشركة.

### الاستخدام
وقد اكتسبت حمية اتكنز شعبية واسعة في عامي 2003 و 2004 ، حيث صرح أحد المواطنيين المقيمين في أمريكا الشمالية أنه كان يتبع نظاماً غذائياً منخفض السعرات شبيه بنظام اتكنز الغذائي، وقد أدي ذلك إلي انخفاض نسبة المبيعات في الاطعمة التي تحتوي علي الكربوهيدرات مثل الارز والمكرونة ، حيث انخفضت المبيعات بنسبة 8.2 و 4.6 % .
وعلي الرغم من معاناته مع مرض القلب إلا أنه في عام 2003 توفي علي أثر إصابته في الرأس نتيجة سقوطه علي الجليد وفي الوقت نفسه ، انخفضت نسبة البالغين المتبعين لنظام اتكنز الغذائي ، كما تراجعت نسبة مبيعات منتجات اتكنز في النصف الثاني من عام 2004 .

## التكلفة
وقد أجرت مجلة فوربس تحليل حول أفضل خمسة برامج غذائية ،حيث يعد برنامج اتكنز الغذائي من أفضل خمسة برامج تم الانفاق عليها وذلك من خلال إدراج وصفات عالية التكلفة مثل جراد البحر مع مجموعة متنوعة من الاطعمة ضمن البرنامج الغذائي المراد اتباعه.